# Fissistigma minuticalyx
Fissistigma minuticalyx là loài thực vật có hoa thuộc họ Na. Loài này được (McGregor & W.W.Sm.) Chatterjee mô tả khoa học đầu tiên năm 1948.